# Tari Eason

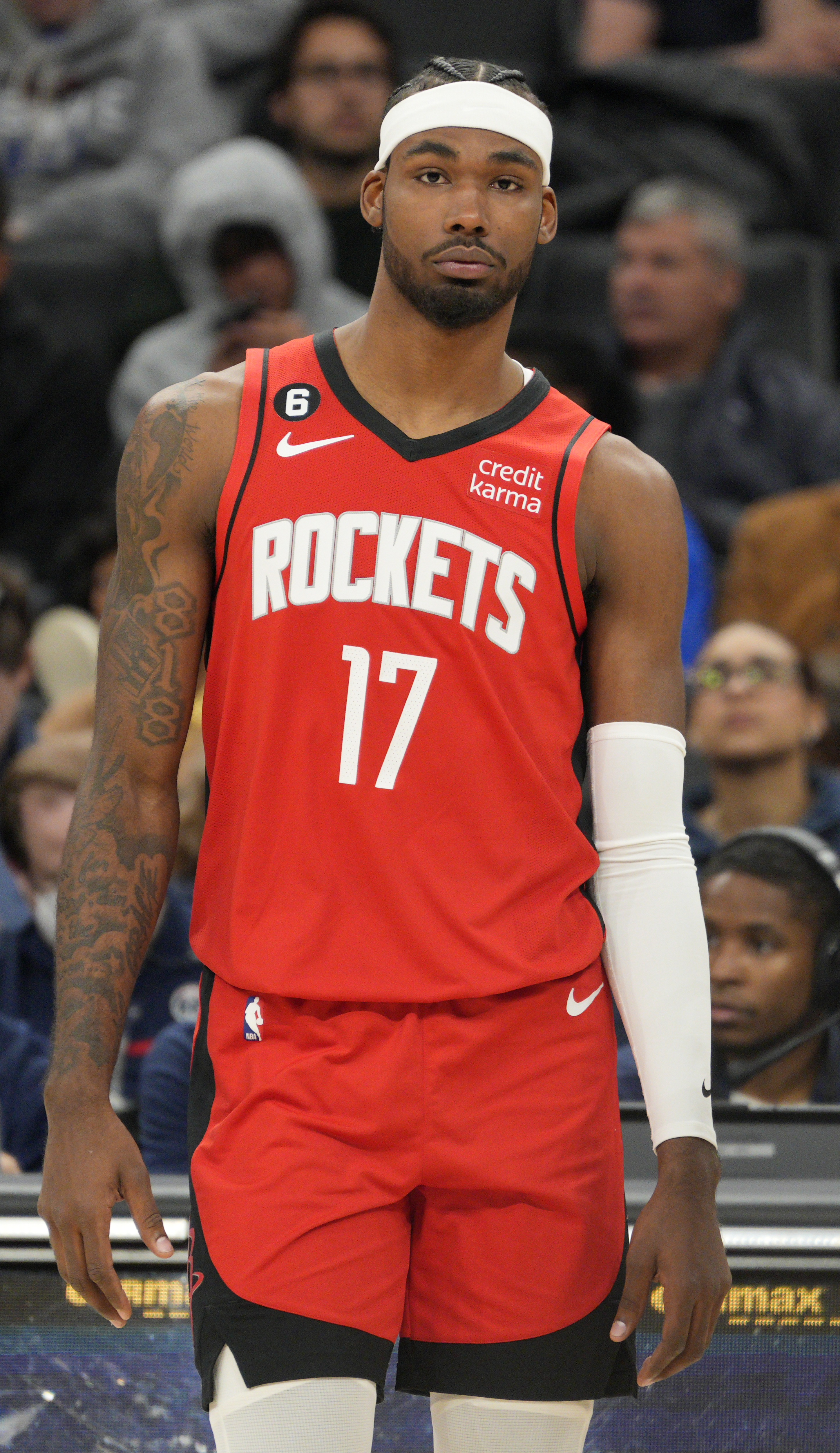
Tari Eason, 2023.

Tari Jordan Eason, född 10 maj 2001 i Portsmouth i Virginia, är en amerikansk professionell basketspelare (PF) som spelar för Houston Rockets i National Basketball Association (NBA).
Han draftades av Houston Rockets i första rundan i 2022 års draft som 17:e spelare totalt.
Innan Eason blev proffs studerade han först på University of Cincinnati och spelade för deras idrottsförening Cincinnati Bearcats. Han blev senare överförd till Louisiana State University för spel i LSU Tigers.